# Sunday Night Soccer
Sunday Night Soccer es una transmisión de la Major League Soccer (MLS) en horario estelar que se estrenó durante la temporada 2025 de la MLS. Se emite exclusivamente los domingos por la noche en Apple TV+ y presenta los partidos más importantes entre los mejores clubes de la MLS, con el objetivo de aumentar la visibilidad de la liga y ofrecer a los aficionados entretenimiento futbolístico de alta calidad. La serie se complementa con programación de estudio dedicada, incluyendo los programas previos al partido MLS Countdown y MLS La Previa, y los programas de análisis posteriores al partido MLS Wrap Up y MLS El Resumen.

## Historia
En enero de 2025, la MLS anunció la introducción de Sunday Night Soccer, una emisión semanal en horario estelar diseñado para presentar los partidos más emocionantes de la liga. Esta iniciativa forma parte de una estrategia más extensa para ampliar la audiencia de la MLS y competir con las transmisiones en horario estelar de otros deportes importantes, como Sunday Night Football y Sunday Night Baseball. El partido inaugural se disputó el 23 de febrero de 2025, con el debut del equipo en expansión San Diego FC contra el vigente campeón de la MLS Cup, LA Galaxy.

## Emisión
Los partidos del Sunday Night Soccer están disponibles para todos los suscriptores de Apple TV+ y no se requiere el MLS Season Pass para su acceso. La tranmisión incluye nueva programación de estudio, incluyendo los programas previos al partido MLS Countdown y MLS La Previa. Mientras tanto, MLS Wrap Up y MLS El Resumen se transmiten los domingos por la noche, después del encuentro del Sunday Night Soccer. Esta actualización se realizó con el objetivo de ofrecer a los espectadores un resumen completo y los mejores momentos de los partidos de toda la semana.
A nivel internacional, la MLS ha cerrado acuerdos con diversas emisoras para emitir los partidos del Sunday Night Soccer en canales de televisión lineal, con el objetivo de expandir su presencia global. Entre las emisoras se incluyen SBS en Australia, TNT Sports en Latinoamérica, Dubai TV en Oriente Medio, TV3 en España, Sportdigital en Alemania y SkyK en Corea del Sur las cuales transmitirán estos encuentros del domingo por la noche. Estas asociaciones estratégicas están diseñadas para atraer nuevos fanáticos que podrían convertirse en suscriptores del MLS Season Pass en el futuro.